# (538) Friederike
(538) Friederike – planetoida z pasa głównego asteroid okrążająca Słońce w ciągu 5 lat i 232 dni w średniej odległości 3,16 j.a. Została odkryta 18 lipca 1904 roku w Landessternwarte Heidelberg-Königstuhl, w Heidelbergu przez Paula Götza. Nazwa planetoidy pochodzi od imienia przyjaciółki odkrywcy. Przed jej nadaniem planetoida nosiła oznaczenie tymczasowe (538) 1904 OK.